# Basílica de Nuestra Señora de Copacabana
La Basílica de la Virgen de la Candelaria de Copacabana, ubicada en la ciudad de Copacabana, Departamento de La Paz, Bolivia, es un edificio de estilo morisco, originalmente de estilo renacentista, que fue construido en 1550 y reconstruido entre los años 1610 y 1651, con parte de las estructuras que se conservan hoy.

## Historia
Alberga la escultura de la famosa "Virgen de la Candelaria o Virgen Morena", Reina coronada de Bolivia, tallada hacia el año 1580 por el artista indígena Francisco Tito Yupanqui, nieto del Inca Túpac Yupanqui.
.

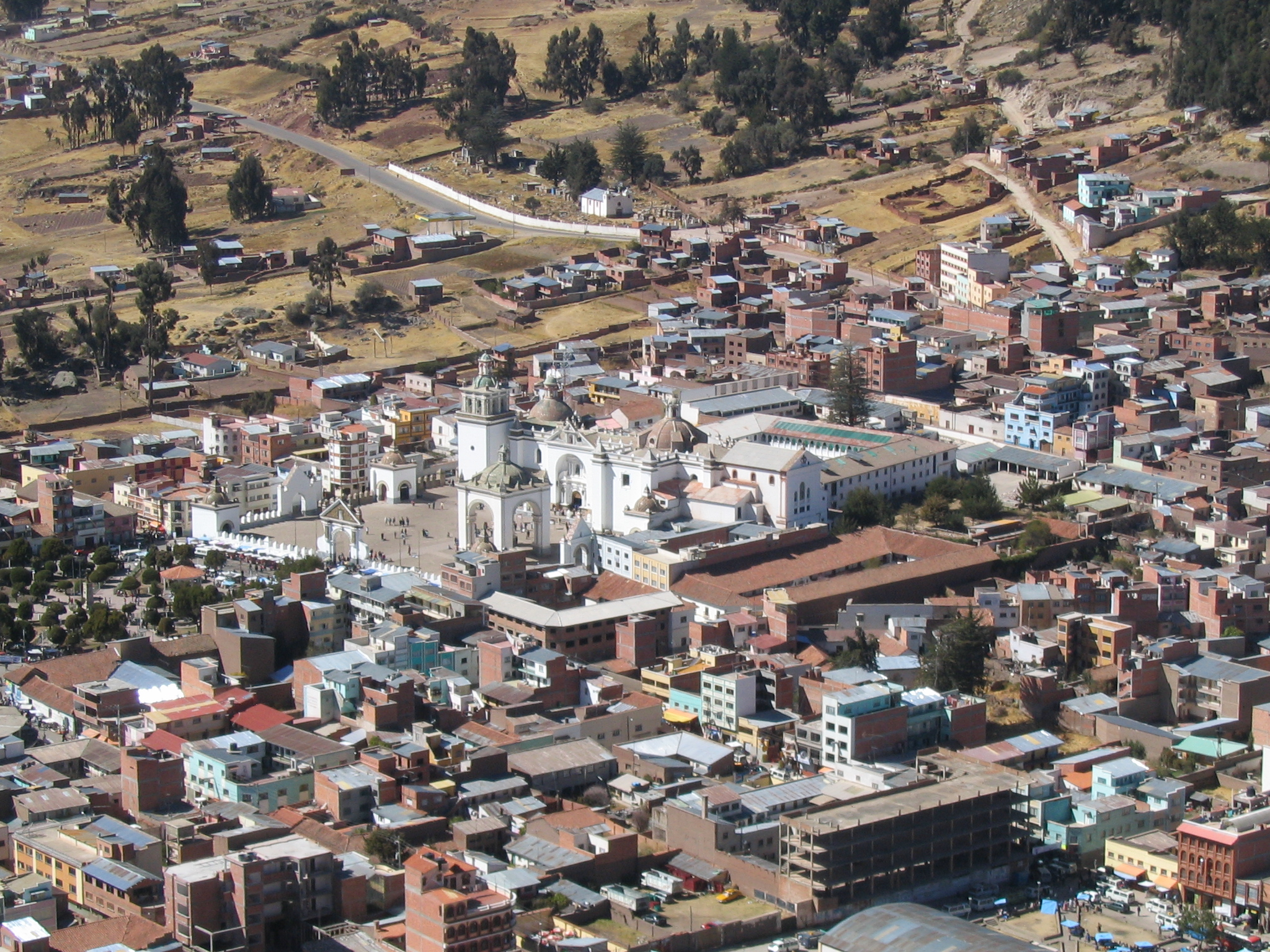
Vista Panorámica de la ciudad de Copacabana y del Santuario

La Basílica posee una imponente belleza y una gran colección de objetos religiosos. El templo fue construido en estilo renacentista entre los años 1601 y 1619, por el arquitecto Francisco Jiménez de Siguenza, y concluido junto con el atrio y posas que lo rodean el año 1640. A decir de los historiadores, D. José de Mesa y Teresa Gisbert, lo más extraordinario del conjunto de Copacabana es que conserva la Capilla Abierta o Capilla de Indios, que se puede ver adosada a la nave del templo.
Las Capillas Abiertas servían para oficiar el culto al aire libre dada la enorme cantidad de fieles que llegaban a estos lugares y porque los indígenas estaban acostumbrados a tener ceremonias religiosas al aire libre. Hoy esta capilla no se ve muy bien, sus arcos están tapiados y está rodeada de construcciones modernas, pero se la puede ver desde su lado oeste. Con el paso de los tiempos, el templo de Copacabana fue quedando pequeño para albergar a la creciente cantidad de peregrinos durante tiempos coloniales.

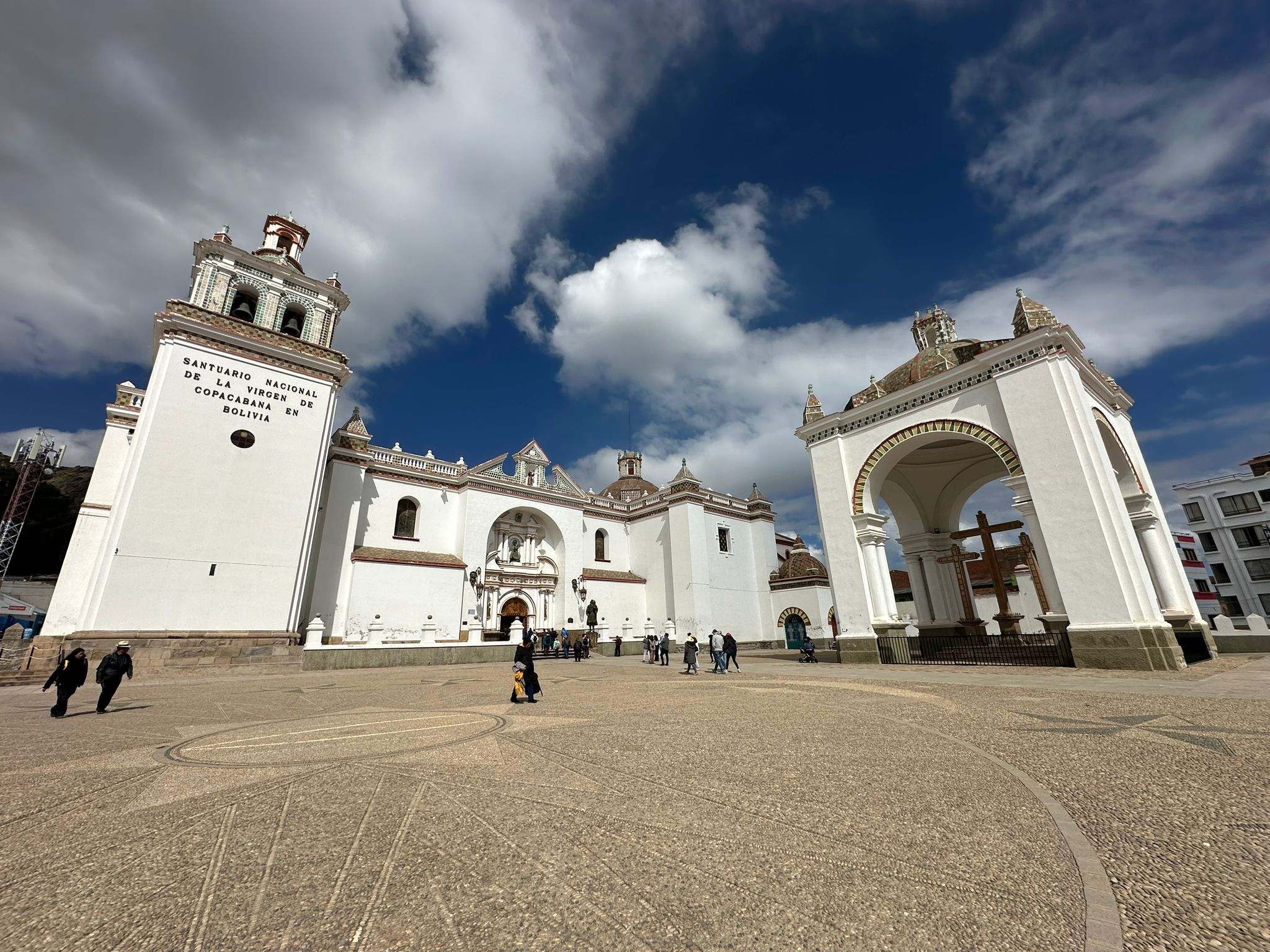
Vista general de la basílica

En 1651 se terminó la ampliación de la Capilla Mayor en lo que es la nave actual, contando para ese entonces con la Nave, la Sacristía, el Atrio y las Torres. A la par que se iba remodelando la arquitectura de la basílica, se van mejorando los altares y retablos. 
Bajo la orden de los franciscanos, desde 1910 hasta 1913, se levantó el actual Camarín de la Virgen. Desde entonces y hasta 1971 se han hecho una serie de refacciones, pintados, reposición de materiales y otros, que concluyeron en la Basílica que vemos hoy. En nuestros días la Basílica es centro importante de peregrinaje tanto para bolivianos como para peruanos y católicos de otros lugares, por devoción a la Virgen de Copacabana.

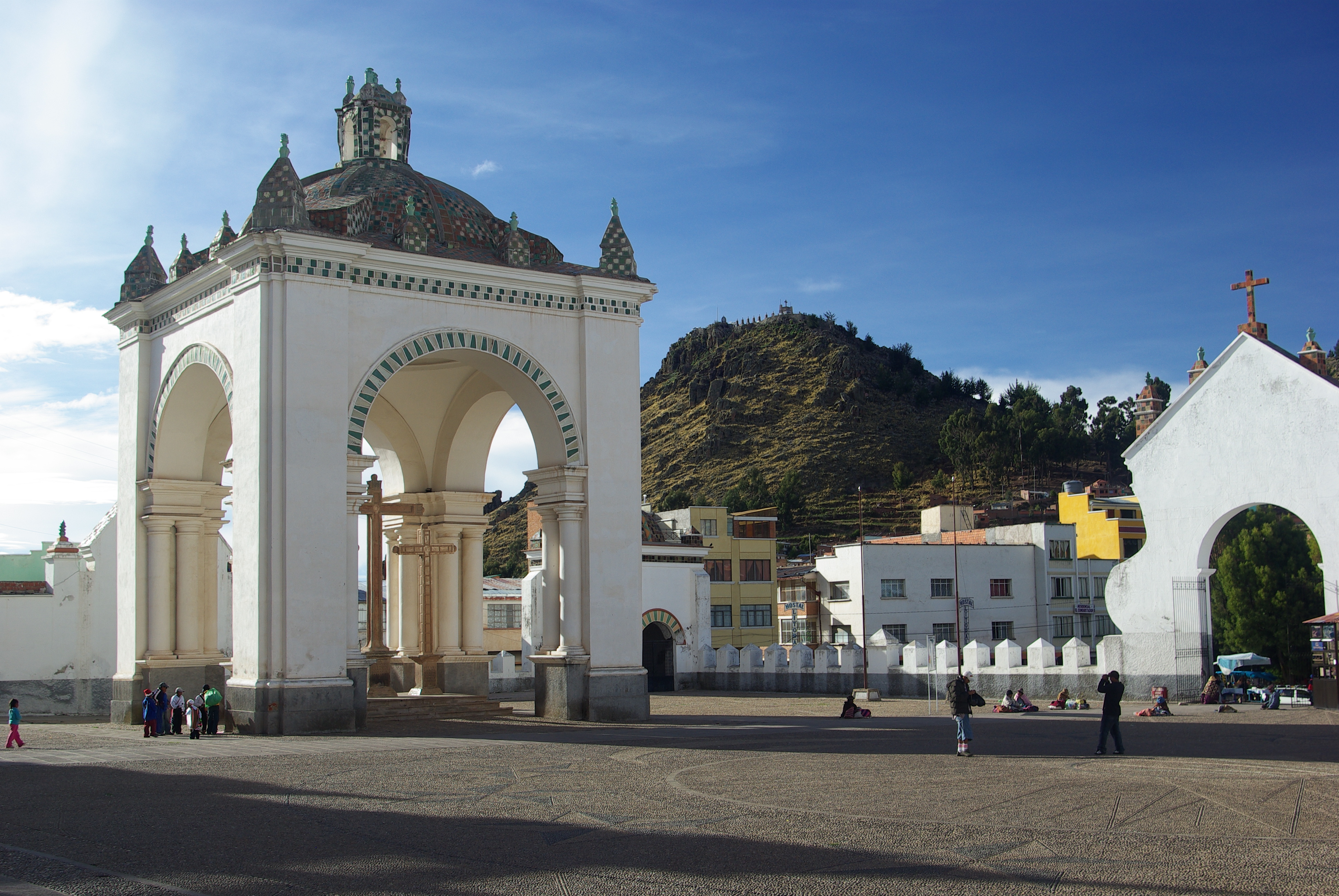
Vista del Calvario desde la explanada del Santuario.

## Distinciones
- En 1925 por el Breve Apostólico de Pío XI se otorgó al Santuario de Copacabana el título y las prerrogativas de Basílica Menor.
- El 7 de noviembre de 1940, por Decreto Supremo del presidente de Bolivia, Enrique Peñaranda, fue declarado Monumento Nacional.